# Bola de billar

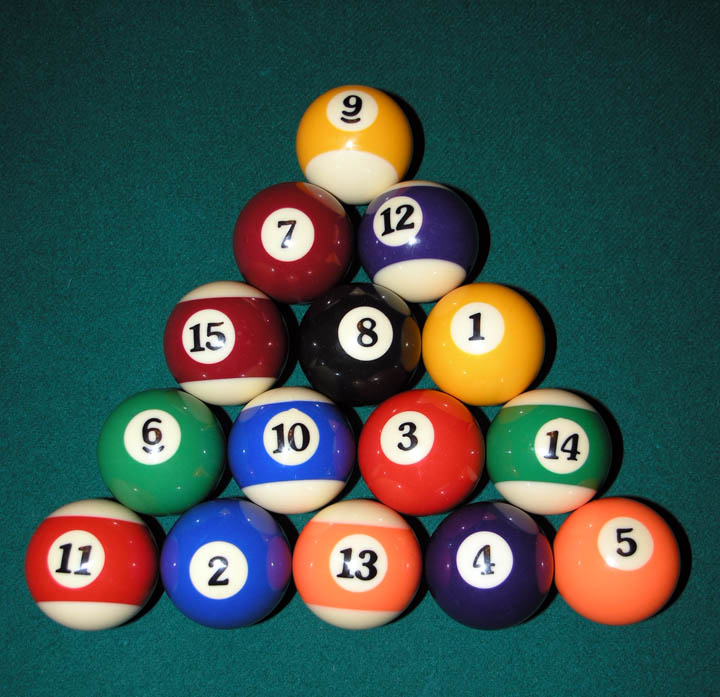
Posición de salida en el juego de Bola 8.

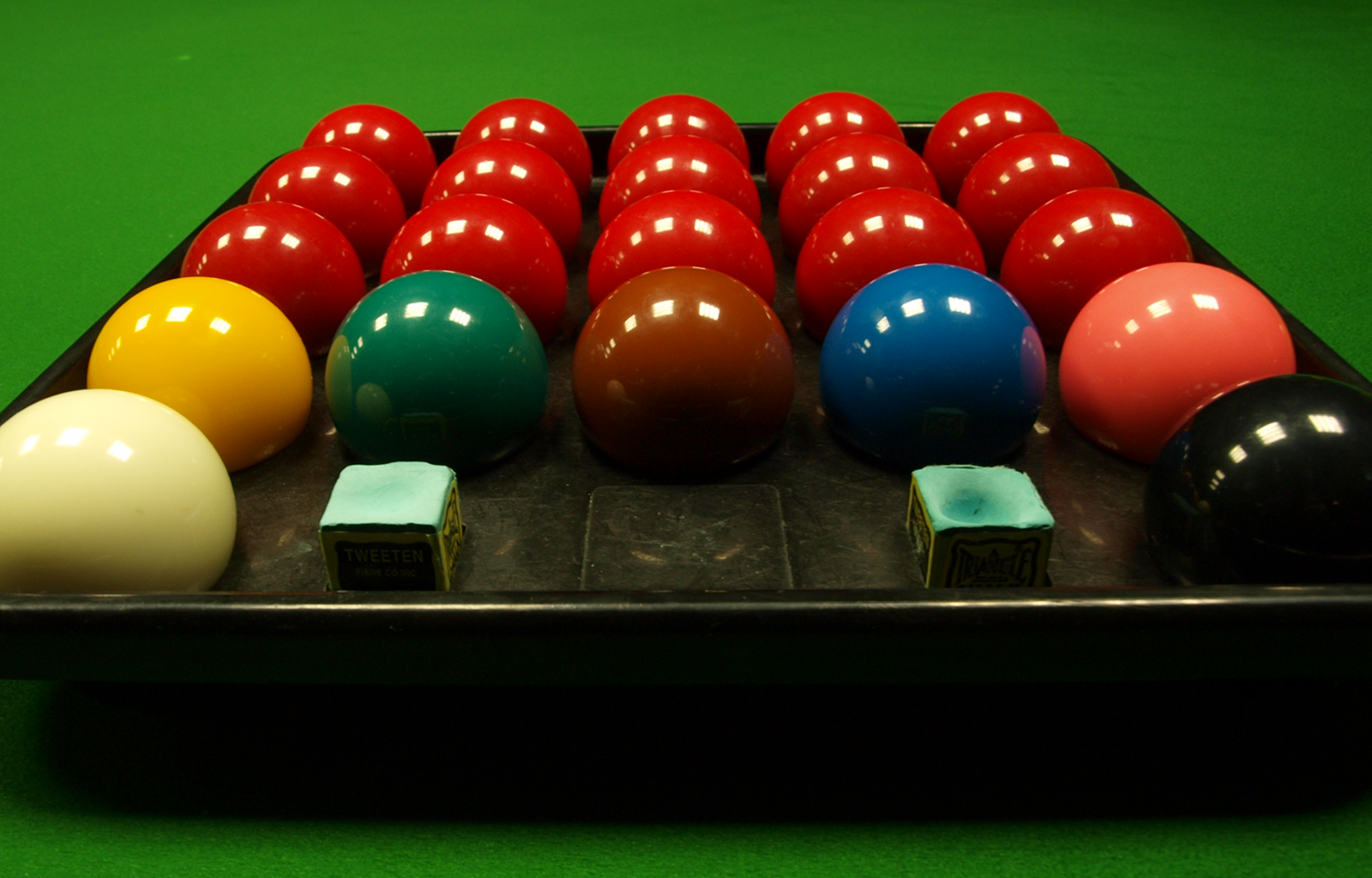
Bolas de snooker.

Una bola de billar o también conocida como beyquer es una bola pequeña y dura que se utiliza en los deportes de taco. El número, tipo, diámetro, color y patrón de las bolas varía según el juego específico que se esté jugando. Son fabricadas a base de polímeros (plásticos) o de marfil y su peso debe estar comprendido entre 156 y 170 gramos, pero en una partida la diferencia entre la más pesada y la más ligera no debe superar los 2 gramos. Pueden ser de marfil o de compuestos sintéticos. Las primeras se obtenían del colmillo de los elefantes (marfil de Zanzíbar) y resultaban sumamente caras, frágiles, poco homogéneas y muy permeables (la humedad las deformaba) y se usaron hasta 1970. Las segundas resultan más económicas y resistentes que las anteriores y las más famosas son de la fábrica belga “SUPER ARAMITH” con gran esfericidad, elasticidad y peso uniforme, utilizándose éstas en los campeonatos mundiales. Una bola de billar llega a soportar 5 toneladas.
Dependiendo del juego las bolas tienen un color o dibujo u otros. Así por ejemplo en el billar francés, se juega con tres bolas completamente coloreadas sin dibujos ni números de ningún tipo, una es roja, otra amarilla y otra blanca (o bien 2 blancas y una roja, donde las blancas son diferenciadas entre sí por pequeñas marcas: una raya o un punto). El diámetro de las bolas de carambola es mayor al de las bolas de billar.
En los juegos de entronerar bolas suele haber 2 grupos de bolas y la blanca. Las bolas rayadas son blancas con una franja de color por la mitad de la bola y su numeración es del 9 al 15 y por otro lado están las bolas lisas que son enteras de un color, exceptuando un pequeño círculo donde aparece el número, del 1 al 7. La bola número 8 también es como las bolas lisas, pero en Bola 8 tiene un valor especial. 
En el snooker, las bolas son ligeramente diferentes. Hay 22 bolas en total, todas completamente lisas. 15 de ellas lisas son rojas, una amarilla, una verde, una bordo, una azul, una rosa, una negra y una blanca. Las bolas de snooker tienen un diámetro de 52,5 milímetros. No hay un peso estandarizado para las bolas de snooker, pero todas deben pesar lo mismo.